# Vittorio Gabrieli
Vittorio Gabrieli (Roma, 7 luglio 1917 – Roma, 17 agosto 2017) è stato un critico letterario, traduttore e antifascista italiano.

## Biografia
Figlio di Giuseppe e fratello di Francesco, fu allievo di Mario Praz, di cui compilò l'ampia Bibliografia degli scritti, e docente di letteratura inglese presso le Università di Bari, Torino e Roma. Collaboratore assiduo di riviste come Belfagor, Rivista storica italiana, La Cultura, tradusse opere di William Shakespeare, Tommaso Moro, John Milton, Matthew Arnold, Henry Adams per editori quali Adelphi, Einaudi e Garzanti. Aderente al Partito d'Azione, partecipò attivamente alla Resistenza romana, scontando quattro mesi di carcere. Autore di sentiti profili biografici di colleghi anglisti come Agostino Lombardo e Giorgio Melchiori, fu commemorato da Piero Boitani il 20 aprile 2018 presso l'Accademia dei Lincei.

## Opere principali
- Tom Paine cittadino del mondo, Roma, Opere nuove, 1960
- Il mirto e l'alloro: studio sulla poesia di Matthew Arnold, Bari, Adriatica, 1961
- La storia d'Inghilterra nel teatro di Shakespeare,	Roma, Bulzoni, 1995